# Pell City
Pell City ist eine US-amerikanische Stadt in Alabama im St. Clair County.
Das U.S. Census Bureau hat bei der Volkszählung 2020 eine Einwohnerzahl von 12.939 ermittelt. Sie ist damit die größte Stadt im St. Clair County und bildet gemeinsam mit Ashville dessen County Seat.

## Geographie
Nach den Angaben des United States Census Bureaus hat die City eine Fläche von 70,4 km², wovon 63,6 km² auf Land und 6,7 km² (= 9,57 %) auf Gewässer entfallen.
Pell City liegt am Interstate 20 zwischen Birmingham (Alabama) und Atlanta. Außerdem liegt Pell City an den U.S. Highways 78 und 231. Sie befindet sich am Ufer des Logan Martin Lakes, der 1964 durch den Bau eines Staudammes geschaffen wurden, um die Mitte des Bundesstaates mit elektrischer Energie zu versorgen.

## Geschichte
Pell City wurde 1890 durch Eisenbahninvestoren gegründet und nach George H. Pell von der Pell City Iron and Land Company benannt, der einer der Geldgeber war.
Die Stadt wurde am 6. Mai 1891 inkorporiert, wurde aber während der Panik von 1893 fast vollständig aufgelassen. Sie lebte wieder auf, als 1902 Sumter Cogswell die Pell City Manufacturing Company aufbaute, die späteren Avondale Mills wurde. Die Produktionsstätte wurde zu einer das Erscheinungsbild der Stadt bestimmenden Landmarke, bis sie im Februar 2008 bis auf die Grundmauern niederbrannte. Pell City vergrößerte seine Fläche 1956, als die nahegelegenen Städte Eden und Oak Ridge mit der Stand verschmolzen wurden.
Die Wohnsitze von Sumter Cogswell und Green Evans, dem ersten Bürgermeister, gehören zu den ältesten Gebäuden und stammen aus dem späten 19. Jahrhundert. Die historischen Bauwerke der Stadt stammen zumeist aus der Zeit zwischen 1902 und 1905.
Ashville im nördlichen Teil des St. Clair Countys war von 1821 bis 1907 der einzige County Seat des Countys, eine Verfassungsänderung 1907 begründete jedoch Pell City als zweiten County Seat. Für viele Jahre war das St. Clair County das einzige County in Alabama mit zwei vollwertigen County Seats. Pell City wächst jedoch stärker als Ashville, woran die Nähe zur Interstate 20 und zum Logan Martin Lake auch eine Rolle spielt.
Nach einer Periode des Wachstums in den 1980er Jahren entschied sich Pell City für eine Ausgliederung seiner Schulen aus dem County-Schulsystem. Pelly Citys Schulen besuchen mehr als 4500 Schüler, die sich auf die Schulen Pell City High School, Duran Junior High School, Duran South Elementary, Iola Roberts Elementary, Walter M. Kennedy Elementary, Coosa Valley Elementary und Eden Elementary verteilen.
In jüngerer Vergangenheit ist die Bevölkerung Pell Citys schnell gewachsen und die Berechnungen anhand der Fortschreibungen der Volkszählung belaufen sich auf etwa 16.000 Einwohner, ohne die nicht inkorporierten Wohngebiete am Seeufer südlich der Stadt. Diese Entwicklung wurde begünstigt, weil Honda an der nordöstlichen Stadtgrenze im nahegelegenen Lincoln eine neue Produktion errichtete und durch die Eröffnung eines Einkaufszentrums nördlich der Autobahn, zu dem neben Geschäften von Walmart, Home Depot und Cracker Barrel auch ein Kino gehört.
Das National Register of Historic Places verzeichnet in Pell City drei historische Bezirke:
- Avandale Mill Historic District
- Old Pell City Historic District
- Pell City Downtown Historic District

## Demographie
Zum Zeitpunkt des United States Census 2000 bewohnten Pell City 9565 Personen. Die Bevölkerungsdichte betrug 150,3 Personen pro km². Es gab 4275 Wohneinheiten, durchschnittlich 67,2 pro km². Die Bevölkerung Pell Citys bestand zu 83,41 % aus Weißen, 15,38 % Schwarzen oder African American, 0,16 % Native American, 0,22 % Asian, 0,02 % Pacific Islander, 0,26 % gaben an, anderen Rassen anzugehören und 0,55 % nannten zwei oder mehr Rassen. 1,25 % der Bevölkerung erklärten, Hispanos oder Latinos jeglicher Rasse zu sein.
Die Bewohner Pell Citys verteilten sich auf 3830 Haushalte, von denen in 30,3 % Kinder unter 18 Jahren lebten. 56,9 % der Haushalte stellten Verheiratete, 12,1 % hatten einen weiblichen Haushaltsvorstand ohne Ehemann und 27,6 % bildeten keine Familien. 24,5 % der Haushalte bestanden aus Einzelpersonen und in 10,9 % aller Haushalte lebte jemand im Alter von 65 Jahren oder mehr alleine. Die durchschnittliche Haushaltsgröße betrug 2,47 und die durchschnittliche Familiengröße 2,92 Personen.
Die Stadtbevölkerung verteilte sich auf 23,9 % Minderjährige, 7,5 % 18–24-Jährige, 27,6 % 25–44-Jährige, 25,0 % 45–64-Jährige und 16,0 % im Alter von 65 Jahren oder mehr. Das Durchschnittsalter betrug 39 Jahre. Auf jeweils 100 Frauen entfielen 90,6 Männer. Bei den über 18-Jährigen entfielen auf 100 Frauen 87,8 Männer.
Das mittlere Haushaltseinkommen in Pell City betrug 37.250 US-Dollar und das mittlere Familieneinkommen erreichte die Höhe von 48.207 US-Dollar. Das Durchschnittseinkommen der Männer betrug 38.393 US-Dollar, gegenüber 25.906 US-Dollar bei den Frauen. Das Pro-Kopf-Einkommen in Pell City war 19.935 US-Dollar. 11,2 % der Bevölkerung und 7,5 % der Familien hatten ein Einkommen unterhalb der Armutsgrenze, davon waren 15,2 % der Minderjährigen und 9,8 % der Altersgruppe 65 Jahre und mehr betroffen.

## Söhne und Töchter der Stadt
- Jeanne Pruett (* 1937), US-amerikanische Country-Sängerin und -Songwriterin